# Якуб Дивиш
Якуб Дивиш е бивш чешки футболист, вратар.

## Кариера на клубно ниво
Започва да тренира футбол на седемгодишна възраст в школата на ФК Ломнице над Попелкоу, на дванадесет години преминава в Цидлина (Нови Биджов), а през 2001 г. преминава в юношеския отбор на Славия Прага, където преминава през всички възрастови категории. Първите си официални мачове записва по време на предстоя под наем между септември и декември 2005 г. в тима на Славой Вишехрад (Прага). Впоследствие бива взет в първия състав на отбора през януари 2006 г., но не успява да се наложи там и в началото на 2008 г. е пратен под наем във втородивизионния Спарта (Кърч). Там той записва 15 мача и дори успява да отбележи гол след центриране от пряк свободен удар в последните секунди в двубоя срещу Усти над Лабем.

Дебютът му за първия състав на Славия Прага идва през есента на 2008 г., когато записва цял мач при гостуването на Аякс в среща от груповата фаза на турнира за купата на УЕФА. Това обаче се оказва единствената му среща за отбора и през лятото на 2009 г. е пратен отново под наем, този път в словашкия Татран (Прешов). Там той се налага като титуляр и през февруари 2010 г. подписва постоянен договор. През този сезон записва 26 мача за първенство и 1 за купата на страната, в които допуска общо 28 гола.

Дивиш продължава да играе като титуляр за Татран през есента на 2010 г., след което е привлечен под наем в шотландския Хибърниън. Там обаче успява да запише едва 3 мача, след което се завръща в Словакия. В следващите два сезона той е неоспоримият номер едно под рамката на вратата на Татран, изигравайки още 63 мача с допуснати 70 гола.

През 2013 г. той се завръща в Чехия, като подписва с Млада Болеслав. Утвърждава се като титуляр през пролетния дял на сезон 2013/2014 и записва 16 мача за първенство и 3 за купата на страната. В началото на юли 2014 г. е даден под наем на ЦСКА (София), където е титуляр през по-голямата част от сезон 2014/2015. Изиграва 24 мача за първенство, 1 за купата на страна и 2 в квалификациите за Лига Европа, в които допуска общо 20 гола. След изтичането на наема му той се връща в Млада Болеслав, където играе още два сезона.

През лятото на 2017 г. Дивиш преминава в Теплице, като подписва четиригодишен договор. През първия си сезон в отбора той е титуряен страж, но след средата на втория е предимно на резервната скамейка до януари 2021 г., когато се завръща в Млада Болеслав. През юли същата година прекратява временно кариерата си, но през пролетта на 2022 г. се завръща на терена в състава на Бенешов. След записани 11 мача той окончателно спира с футбола през лятото на 2023 г.

## Кариера на национално ниво
През 2004 г. Дивиш изиграва приятелски мач за юношеския състав на Чехия до 19 години срещу Кипър. Три години по-късно той е повикан и в младежкия национален отбор на Чехия, за който записва три приятелски срещи в рамките на две години.